# Ахмадуллин, Фатхи Ахмадеевич
Фатхи Ахмадеевич Ахмадуллин (др. форма отчества — Ахметович; баш. Фәтхей Әхмәт улы Әхмәҙуллин, 1895—1938) — участник Гражданской войны в России, 
 Первой мировой войны и Башкирского национального движения.

## Биография
Ахмадуллин Фатхи Ахмадеевич (Ахметович) родился в деревне Ибрагимово Уфимского уезда Уфимской губернии (ныне Чишминского района Башкортостана).
Учился в медресе «Касимия» города Казань.
С 1913 года работал экспедитором-конторщиком в Уфе в редакции газеты.
В 1915 году отправлен на фронт. Был в составе 37-го Сибирского запасного пехотного полка (Омск).
В 1917 году вошёл в партию большевиков. В марте 1917 года переведён в 144-й запасный пехотный полк, который находился в Уфе. Ахмадуллин был избран членом Мусульманского бюро депутатов рабочих и солдат при Уфимском губернском Совете. С июня 1917 года работал редактором еженедельной газеты «Салдат телəге» («Желание солдата»), которая издавалась в Уфе. В августе 1917 года совместно с Б. Я. Нуримановым работал над выпусками газеты «Алга» («Вперёд») — печатного органа Уфимского комитета РСДРП(б).
Поддерживал идею о национально-территориальной автономии Башкурдистана. Был избран членом Всероссийского учредительного собрания по спискам башкир-федералистов.
Участвовал в Всебашкирских курултаях (съездах). По решениям II Всебашкирского курултая было принято решение об организации секретариатов Башкирского Правительства в Челябинске и Уфе, руководство последним было доверено Ф. Ахмадуллину. В декабре 1917 года вошёл в состав исполкома башкирской молодёжной организации «Тулкын».
В январе 1918 года в качестве делегата от Башкурдистана участвовал в съезде тюрко-татар в Уфе. В феврале 1918 года Фатхи Ахмадуллин назначен комиссаром Временного революционного совета Башкортостана по Уфимской губернии, а вскоре — комиссаром по башкирским делам в татаро-башкирском комиссариате при Уфимском губернском Совете. При обсуждения проекта образования Татаро-Башкирской Советской Республики (ТБСР), Ахмадуллин был одним из сторонников создания отдельной Башкирской автономии. В июне 1918 года вместе с Шарифом Манатовым и Тагиром Имаковым был арестован по приказу сторонников ТБСР. 4 июля 1918 года Уфа была захвачена чехословацким корпусом, и Ахмадуллин был освобождён из тюрьмы.
«На учредительный съезд советов Татаро-Башкирской республики не должен быть допущен ни один человек, не способный выразить твердую волю татаро-башкирского пролетариата, и провокаторы, подобные Шарифу Манатову и Фатхи Ахмедуллину, не должны быть близко подпущены к работе съезда. Ибо в противном случае будет нанесен большой урон делу упрочения Татаро-Башкирской народной республики……»
С 1919 года работает помощником представителя Башревкома при Реввоенсовете Восточного фронта М. Д. Халикова. Активно участвовал в организации башкирских частей РККА. Осенью 1919 года отправлен вместе с башкирскими частями РККА на оборону Петрограда в должности представителя военного комиссариата Автономной Башкирской Советской Республики. Участвовал в выпуске газеты «Салауат». Назначен председателем Революционного совета Уполномоченных башкирских частей на фронтах при Башкирской группе войск. 27 мая 1920 года в Петрограде в торжественной обстановке Ахмадуллиным от имени Башревкома были вручены знамёна трём башкирским полкам.
Работал в Башвоенкомате, а с декабря 1920 года являлся членом коллегии Башсовнархоза.
В 1921 году Фатхи Ахмадуллин назначен народным комиссаром Башнаркомпроса. Далее работал начальником транспортного отдела, заместителем наркома по соцобеспечнению АБСР. Долгое время занимал должность заместителя председателя республиканского Госплана.
4 августа 1937 года Ахмадуллин Фатхи Ахмадеевич был арестован по обвинению «за участие в национально-буржуазном движении». Расстрелян 10 июля 1938 года по приговору в/с ВКВС СССР в Уфе. В августе 1957 года был реабилитирован.